# Damantang Camara
Ne doit pas être confondu avec Albert Damantang Camara.
Damantang Camara (), est un homme politique guinéen qui a servi dans le premier conseil du bureau politique nationale de la Première République de Guinée en tant que ministre des Affaires publiques avant l’indépendance en 1957.  
Il a été président de l'Assemblée populaire nationale sous la Première république dirigée par Ahmed Sékou Touré. 

## Parcours
Damantang Camara a été greffier de justice, membre du bureau politique national, du Comité central et du gouvernement, ancien président de l’Assemblée populaire nationale, membre de la commission d’enquête du camp Boiro et du Tribunal populaire révolutionnaire.